# 克拉策堡
克拉策堡（德語：Kratzeburg）是德国梅克伦堡-前波美拉尼亚州的市镇，隶属于梅克伦堡湖区县。总面积为55.5平方千米，截至2023年12月31日总人口为538人。